# Erastria mimasaria
Erastria mimasaria är en fjärilsart som beskrevs av Walker 1860. Erastria mimasaria ingår i släktet Erastria och familjen mätare. Inga underarter finns listade i Catalogue of Life.